# Cerezo Osaka
Maillots
Actualités
Le Cerezo Osaka (セレッソ大阪) est un club japonais de football basé à Osaka, capitale de la préfecture du même nom. Le club évolue en J.League 1 pour la saison 2025.

## Histoire
Le club est créé en 1957 par des employés de Yanmar Diesel. Après des années en amateurs et trois coupes nationales gagnées, en 1994, le club gagne le championnat du Japon de football de quatrième division et se voit promu en J. League 1 en 1995. En 2001, il finit dernier du championnat et se voit relégué en J. League 2. 
Il termine second du championnat de J. League 2 en 2002 et accède ainsi à la J. League J1 en 2003. 
En 2005, le Cerezo rate de peu le titre en concédant le match nul face au FC Tokyo (2-2) et laisse le titre au club rival, le Gamba Osaka. 
En 2006, après une saison catastrophique, le club est relégué une nouvelle fois, avant de remonter en 2009 et de se qualifier pour la Ligue des champions l'année suivante.
En 2014, avant le début du championnat, le club accueille Diego Forlán dans ses rangs. Cet attaquant de renom international ouvre une porte supplémentaire[pas clair] au Cerezo Osaka et le club gagne en notoriété. Forlan réalise de bons débuts avec 6 buts en 12 titularisations, avant la trêve d'un mois de la Coupe du monde 2014 au Brésil. Il est rejoint six mois plus tard par Cacau. Le club finit à la 17e place du championnat et se retrouve relégué en J. League 2.
Pour remonter en J. League 1, le club doit se classer dans les deux premiers du championnat pour obtenir une montée immédiate ou bien finir entre la troisième et la sixième places pour se qualifier aux playoffs. Le club termine à la quatrième position à l'issue de la saison régulière. Osaka affronte le cinquième du championnat pour son premier match de playoffs. Ils font match nul 0-0. Comme Osaka était mieux classé à l'issue de la saison régulière, le club accède à la finale et affronte le vainqueur de l'autre confrontation, entre le troisième et le sixième. En finale, Osaka fait match nul 1-1 contre Avispa Fukuoaka, troisième à l'issue de la saison régulière, et ne réintègre donc pas la première division.
Le 4 novembre 2017, ils remportent la Coupe de la Ligue , le premier titre majeur pour Cerezo Osaka. La finale est gagnée (2-0) contre Kawasaki Frontale. La même saison le 1er janvier 2018, Cerezo Osaka remporte la Coupe de l' Empereur face au Yokohama F. Marinos (2-1).
Le 10 février 2018, ils remportent la Supercoupe du Japon 2018 en affrontant Kawasaki Frontale (victoire 3-2).
En 2021, le club atteint la finale de la Coupe de la Ligue japonaise mais est défait 2-0 par Nagoya Grampus, l'année suivante le Cerezo perd une nouvelle fois la finale de la coupe de la Ligue, mais cette fois-ci face au Sanfrecce Hiroshima (défaite 2-1).

## Dates clés
- 1957 : fondation de l'équipe par des employés de Yanmar Diesel
- 1965 : le club est officiellement créé sous le nom de Yanmar Diesel
- 1993 : le club est renommé Cerezo Ōsaka

## Palmarès
| Compétitions nationales | Compétitions internationales      |
| - Coupe du Japon (4) - Vainqueur : 1968, 1970, 1974 et 2017 - Finaliste : 1971, 1972, 1976, 1977, 1983, 1994, 2001 et 2003 - Coupe de la Ligue (1) - Vainqueur : 2017 - Finaliste : 2021 et 2022 - Supercoupe du Japon (1) - Vainqueur : 2018 - Championnat du Japon de deuxième division (0) - Vice-champion : 2009 | - Coupe Levain - Finaliste : 2018 |

## Joueurs et personnalités du club

### Entraîneurs
Le tableau suivant présente la liste des entraîneurs du club depuis 1957.
| Rang | Nom                    | Période   |
| ---- | ---------------------- | --------- |
| 1    | Yoshiaki Furukawa (ja) | 1957-1966 |
| 2    | Kenji Onitake (ja)     | 1967-1977 |
| 3    | Kunishige Kamamoto     | 1978-1985 |
| 4    | 三田僥                 | 1985-1990 |
| 5    | Daishiro Yoshimura     | 1990-1993 |
| 6    | Paulo Emilio           | 1994-1996 |
| 7    | Hiroshi Sowa           | 1996      |
| 8    | Levir Culpi            | 1997      |
| 9    | Yasutaro Matsuki       | 1998      |

| Rang | Nom                             | Période   |
| ---- | ------------------------------- | --------- |
| 10   | René Desayere                   | 1999      |
| 11   | Hiroshi Soejima                 | 2000-2001 |
| 12   | João Carlos da Silva Costa (en) | 2001      |
| 13   | Akihiro Nishimura               | 2001-2003 |
| 14   | Yuji Tsukada                    | 2003      |
| 15   | Petar Nadoveza                  | 2004      |
| 16   | Fuad Muzurović                  | 2004      |
| 17   | Albert Pobor (en)               | 2004      |
| 18   | Shinji Kobayashi                | 2004-2006 |

| Rang | Nom               | Période   |
| ---- | ----------------- | --------- |
| 19   | Yuji Tsukada      | 2006      |
| 20   | Satoshi Tsunami   | 2007      |
| 21   | Shunji Kishi (en) | 2007      |
| 22   | Levir Culpi       | 2007-2011 |
| 23   | Sérgio Soares     | 2012      |
| 24   | Levir Culpi       | 2012-2013 |
| 25   | Ranko Popović     | 2014      |
| 26   | Marco Pezzaiuoli  | 2014      |
| 27   | Yuji Okuma        | 2014      |

| Rang | Nom                 | Période             |
| ---- | ------------------- | ------------------- |
| 28   | Paulo Autuori       | 2015                |
| 29   | Kiyoshi Okuma (en)  | nov. 2015-déc. 2016 |
| 30   | Yoon Jong-hwan      | jan. 2017-déc.2018  |
| 31   | Miguel Ángel Lotina | 2019-2021           |
| 32   | Levir Culpi         | 2021-août 2021      |
| 33   | Akio Kogiku         | août 2021-          |

### Joueurs

#### Joueurs du Cerezo ayant participé à la Coupe du monde
| Coupe du monde 1998 - Hiroaki Morishima - Ha Seok-Ju (en) | Coupe du monde 2002 - Hiroaki Morishima - Akinori Nishizawa - Yoon Jung-Hwan (en) | Coupe du monde 2014 - Hotaru Yamaguchi - Yoichiro Kakitani - Diego Forlán |

## Bilan saison par saison
Ce tableau présente les résultats par saison du Cerezo Osaka dans les diverses compétitions nationales et internationales depuis la saison 1995.
| Saison | Championnat | Championnat | Championnat | Championnat | Championnat | Championnat | Championnat | Championnat | Championnat | Championnat | Coupe du Japon      | Coupe de la Ligue | Supercoupe | Coupes d'Asie       |
| Saison | Division    | Pos         | Pts         | J           | V           | N           | D           | BP          | BC          | Diff.       | Coupe du Japon      | Coupe de la Ligue | Supercoupe | Coupes d'Asie       |
| ------ | ----------- | ----------- | ----------- | ----------- | ----------- | ----------- | ----------- | ----------- | ----------- | ----------- | ------------------- | ----------------- | ---------- | ------------------- |
| 1995   | J1 League   | 8e          | 78          | 52          | 25          | -           | 27          | 79          | 83          | -4          | 2e tour             | -                 | -          | -                   |
| 1996   | J1 League   | 13e         | 30          | 30          | 10          | -           | 20          | 38          | 56          | -18         | 4e tour             | Phase de groupes  | -          | -                   |
| 1997   | J1 League   | 11e         | 43          | 32          | 16          | -           | 16          | 53          | 56          | -3          | 4e tour             | Phase de groupes  | -          | -                   |
| 1998   | J1 League   | 9e          | 44          | 34          | 15          | -           | 19          | 56          | 79          | -23         | 3e tour             | Phase de groupes  | -          | -                   |
| 1999   | J1 League   | 4e          | 53          | 30          | 19          | -           | 11          | 64          | 45          | +19         | 4e tour             | 2e tour           | -          | -                   |
| 2000   | J1 League   | 5e          | 48          | 30          | 17          | 0           | 13          | 54          | 49          | +3          | Quarts de finale    | 2e tour           | -          | -                   |
| 2001   | J1 League   | 16e         | 23          | 30          | 8           | 2           | 20          | 41          | 70          | -29         | Finaliste           | 1er tour          | -          | -                   |
| 2002   | J2 League   | 2e          | 87          | 44          | 25          | 12          | 7           | 93          | 53          | +40         | 4e tour             | -                 | -          | -                   |
| 2003   | J1 League   | 9e          | 40          | 30          | 12          | 4           | 14          | 55          | 56          | -1          | Finaliste           | Phase de groupes  | -          | -                   |
| 2004   | J1 League   | 15e         | 26          | 30          | 6           | 8           | 16          | 42          | 64          | -22         | 4e tour             | Phase de groupes  | -          | -                   |
| 2005   | J1 League   | 5e          | 59          | 34          | 16          | 11          | 7           | 48          | 40          | +8          | Demi-finale         | Quarts de finale  | -          | -                   |
| 2006   | J1 League   | 17e         | 27          | 34          | 6           | 9           | 19          | 44          | 70          | -26         | 4e tour             | Quarts de finale  | -          | -                   |
| 2007   | J2 League   | 5e          | 80          | 48          | 24          | 8           | 16          | 72          | 55          | +17         | 4e tour             | -                 | -          | -                   |
| 2008   | J2 League   | 4e          | 69          | 42          | 21          | 6           | 15          | 81          | 60          | +21         | 4e tour             | -                 | -          | -                   |
| 2009   | J2 League   | 2e          | 104         | 51          | 31          | 11          | 9           | 100         | 53          | +47         | 2e tour             | -                 | -          | -                   |
| 2010   | J1 League   | 3e          | 61          | 34          | 17          | 10          | 7           | 58          | 32          | +26         | 4e tour             | Phase de groupes  | -          | -                   |
| 2011   | J1 League   | 12e         | 43          | 34          | 11          | 10          | 13          | 67          | 53          | +14         | Demi-finale         | Quarts de finale  | -          | Quarts de finale    |
| 2012   | J1 League   | 14e         | 42          | 34          | 11          | 9           | 14          | 47          | 53          | -6          | Quarts de finale    | Quarts de finale  | -          | -                   |
| 2013   | J1 League   | 4e          | 59          | 34          | 16          | 11          | 7           | 53          | 32          | +21         | Huitièmes de finale | Quarts de finale  | -          | -                   |
| 2014   | J1 League   | 17e         | 31          | 34          | 7           | 10          | 17          | 36          | 48          | -12         | Quarts de finale    | Quarts de finale  | -          | Huitièmes de finale |
| 2015   | J2 League   | 4e          | 67          | 42          | 18          | 13          | 11          | 57          | 40          | +17         | 1er tour            | -                 | -          | -                   |
| 2016   | J2 League   | 4e          | 78          | 42          | 23          | 9           | 10          | 62          | 46          | +16         | 3e tour             | -                 | -          | -                   |
| 2017   | J1 League   | 3e          | 63          | 34          | 19          | 6           | 9           | 65          | 43          | +22         | Vainqueur           | Vainqueur         | -          | -                   |
| 2018   | J1 League   | 7e          | 50          | 34          | 13          | 11          | 10          | 39          | 38          | +1          | 4e tour             | Quarts de finale  | Vainqueur  | Phase de groupe     |
| 2019   | J1 League   | 5e          | 59          | 34          | 18          | 5           | 11          | 39          | 25          | +14         | Huitièmes de finale | Tour préliminaire | -          | -                   |
| 2020   | J1 League   | 4e          | 60          | 34          | 18          | 6           | 10          | 46          | 37          | +9          | -                   | Quarts de finale  | -          | -                   |
| 2021   | J1 League   | 12e         | 48          | 38          | 13          | 9           | 16          | 47          | 51          | -4          | Demi-finale         | Finaliste         | -          | Huitième de finale  |
| 2022   | J1 League   | 5e          | 51          | 34          | 13          | 12          | 9           | 46          | 40          | +6          | Quarts de finale    | Finaliste         | -          | -                   |
| 2023   | J1 League   | 9e          | 49          | 34          | 15          | 4           | 15          | 39          | 34          | +5          | 4e tour             | Phase de groupes  | -          | -                   |
| 2024   | J1 League   | 10e         | 52          | 38          | 13          | 13          | 12          | 43          | 48          | -5          | 3e tour             | Tour éliminatoire | -          | -                   |
| Saison | Division    | Pos         | Pts         | J           | V           | N           | D           | BP          | BC          | Diff.       | Coupe du Japon      | Coupe de la Ligue | Supercoupe | Coupes d'Asie       |
| Saison | Championnat |             |             |             |             |             |             |             |             |             | Coupe du Japon      | Coupe de la Ligue | Supercoupe | Coupes d'Asie       |